# Centrale idroelettrica di Pallanzeno
La centrale idroelettrica di Pallanzeno è situata in Piemonte, nel comune di Pallanzeno, in provincia del Verbano-Cusio-Ossola.

## Caratteristiche
La centrale sfrutta le acque del torrente Ovesca, che scendono dalla valle Antrona, oltre alle acque di scarico della Centrale idroelettrica di Rovesca. Si tratta, in termini di superficie, della centrale più grande di tutta l'Ossola.
Nel 2007 due nuovi gruppi con turbine Pelton ad asse orizzontale hanno sostituito i tre gruppi originari dell'impianto.